# Occupons le Canada

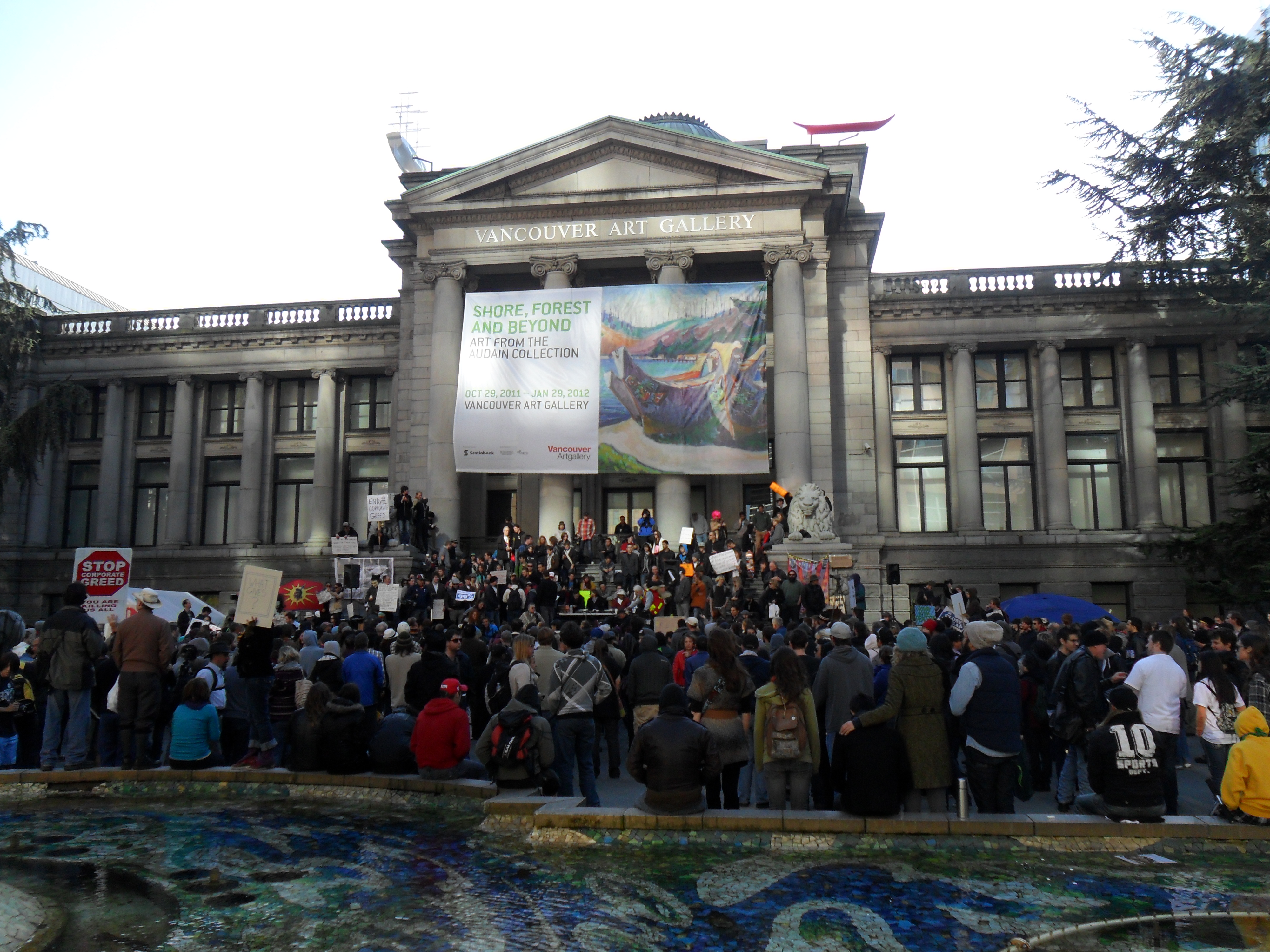
Image de la manifestation Occupy Vancouver.

Occupons le Canada, en anglais Occupy Canada, était un mouvement non violent de manifestations qui faisait partie du mouvement Occupy,.

## Villes concernées
- Toronto (Ontario)
- Montréal (Québec) : Occupons Montréal
- Vancouver (Colombie-Britannique)
- Maple Ridge (Colombie-Britannique)
- Ottawa (Ontario)
- Victoria (Colombie-Britannique)
- Calgary (Alberta)
- Edmonton (Alberta)
- Saskatoon (Saskatchewan)
- Regina (Saskatchewan)
- Winnipeg (Manitoba)
- Saint-Jean (Nouveau-Brunswick) (Nouveau-Brunswick)
- Moncton (Nouveau-Brunswick)
- Saint-Jean de Terre-Neuve (Terre-Neuve-et-Labrador)
- Corner Brook (Terre-Neuve-et-Labrador)
- Charlottetown (Île-du-Prince-Édouard)
- Halifax (Nouvelle-Écosse)
- Windsor (Ontario)
- London (Ontario)
- Kingston (Ontario)
- Sault-Sainte-Marie (Ontario) (Ontario)
- Kelowna (Colombie-Britannique)
- Kamloops (Colombie-Britannique)
- Nanaimo (Colombie-Britannique)
- Nelson (Colombie-Britannique)
- Hamilton (Ontario)
- Sudbury (Ontario)
- Comox Valley (Colombie-Britannique)
- Quebec (Québec)

## Sources
- (en) Cet article est partiellement ou en totalité issu de l’article de Wikipédia en anglais intitulé « Occupy Canada » (voir la liste des auteurs).